# Войтович, Сергей Данилович
Серге́й Дани́лович Войто́вич (1925—1989) — советский белорусский историк. Доктор исторических наук.

## Биография
Сергей Данилович Войтович родился в 1925 году.
- 1963 — кандидат исторических наук.
  - Тема диссертации на соискание ученой степени кандидата исторических наук: «Белорусская ССР в борьбе за мир и сотрудничество между народами (1945-1962 гг.)»: Автореферат диссертации[1].
- Доктор исторических наук.

Сергей Данилович Войтович скончался в 1989 году.

## Публикации
- БССР в экономических отношениях СССР с зарубежными странами (1945-1987) / С. Д. Войтович; Под ред. В. И. Семенкова; АН БССР, Ин-т истории. - Минск : Наука и техника, 1989. - 183, с.; 21 см.; ISBN 5-343-00033-9 (В пер.) : 2 р. // Экономические связи СССР с зарубежными странами - История // Внешняя торговля - БССР - История // "Наука и техника", 1985 - Всего страниц: 194
- БССР в отношениях СССР с развивающимися странами, 1971-1985 гг // Лицевая обложка // Сергей Данилович Войтович // "Наука и техника", 1985 - Всего страниц: 194
- Войтович, Сергей Данилович. // БССР на форуме наций / С. Д. Войтович. - Минск : Вышэйш. школа, 1978. - 144 с. ; 16 см. - 2000 экз.. - 0.30 р. // ББК 32С8
- Войтович, Сергей Данилович. // БССР в борьбе за мир и сотрудничество между народами : (1945-1965 г. г.) / С. Д. Войтович ; АН БССР. Ин-т истории. - Минск : Наука и техника, 1968. - 207 с. ; 17 см. - 1800 экз.. - (в пер.) : 0.69 р. // ББК 327
- Войтович, Сергей Данилович. // БССР в экономических отношениях СССР с зарубежными странами (1945-1987) / С. Д. Войтович ; Под. ред. В. И. Семенкова. - Минск : Наука и техника, 1989. - 183 с. ; 21 см. - 1270 экз.. - ISBN 5-343-00033-9 (в пер.) (в пер.) : 2.00 р. // ББК 65.9(2)89(3)
- Войтович, Сергей Данилович. //     ООН и страны социализма : (Пробл. мира и безопасности народов) / С. Д. Войтович ; Под ред. В. В. Вахрушева. - Минск : Наука и техника, 1983. - 270 с. : ил. ; 21 см. - Библиогр. в примеч.: с. 255-268. - 2050 экз.. - (в пер.) : 1.70 р. // В надзаг.: АН БССР, Ин-т истории // ББК 327
- В едином строю борцов за мир: Общественность БССР в движении сторонников мира / Институт истории (Минск). ; [С. Д. Войтович, А. А. Лашкевич, А. С. Леднева и др.; Редкол.: М. П. Костюк (отв. ред. ) и др.; АН БССР, Ин-т истории. - Минск : Наука и техника, 1989. - 204 с. ; 20 см. - ISBN 5-343-00034-7 // Авт. указаны на обороте тит. л. // Рубрики: // Советский народ в борьбе за мир. // Белорусская ССР -- Международные связи.
- Войтович, Сергей Данилович. // ООН и страны социализма: (Проблемы мира и безопасности народов) /Текст/ / С. Д. Войтович. - Минск : Наука и техника, 1983. - 272 с. - 1.70 р., 1.70 р. // ББК Ф4(0,6) // Кл.слова (ненормированные): ПОЛИТИКА ВНЕШНЯЯ -- БЕЗОПАСНОСТЬ МЕЖДУНАРОДНАЯ -- СТРАНЫ СОЦИАЛИСТИЧЕСКИЕ -- СОДРУЖЕСТВО СОЦИАЛИСТИЧЕСКОЕ -- ГОДЫ 1945-1980 -- ОТНОШЕНИЯ МЕЖДУНАРОДНЫЕ -- РАЗОРУЖЕНИЯ -- КОЛОНИАЛИЗМ -- РАСИЗМ -- АПАРТЕИД -- ВЕК 20 СЕРЕДИНА // Держатели документа: Научная библиотека Кемеровского государственного университета : 650043, Кемерово, ул. Красная, 6, НБ КемГУ
- Войтович, Сергей Данилович. // БССР в экономических отношениях СССР с зарубежными странами (1945 - 1987) {Text) / ред. В. И. Семенков. - Минск : Наука и техника, 1989. - 184 с. - Б. ц. // SRSTI // 06.52.42 // BC 65.9(2Б) // Main MeSH: // ЭКОНОМИКА -- ECONOMICS
- Войтович, Сергей Данилович: 5 книг.